# Trsat
Trsat (régi magyar neve Terszat, olaszul:  Tersatto, latinul: Tarsatica, németül: Tersat, Tersacz) Fiume városrésze, egykor önálló település Horvátországban, Tengermellék-Hegyvidék megyében.

## Fekvése
Fiume központjától 2 km-re északkeletre, a várost átszelő Recsina folyótól délre emelkedő magaslaton fekszik. Északnyugati részén a Recsina kanyarulata felett áll Trsat vára, melynek szolgálófalujaként a település kialakult. A városrész alatt a Trsat-alagúton halad el az A7-es autópálya. A városrésztől északkeletre található az A6 és A7-es autópályák csomópontja. Trsatot Bulevard, Centar-Sušak, Draga, Gornja Vežica, Orehovica és Vojak városrészek határolják.

## Története
Az i. e. 6. századtól az illír japodok törzse élt ezen a területen. A trsati hegy tetején már a római korban katonai erődítmény állt a közeli Tarsatica (a mai Fiume) település védelmére. A hagyomány szerint a vár lakótornya egykor római őrtorony volt. A Nyugatrómai Birodalom bukását követően a keleti gótok és a bizánciak uralma következett. A horvátok ősei a 7. században érkeztek ide. Tarsaticát ezt követően 799-ben említik először amikor Erik friauli őrgróf serege a horvátokkal vívott háborúja során lerombolta. A frank hódítás után a Tarsatica név Tersat alakban a szomszédos 138 méter magas hegyre tevődött át. Ebből lett később a magyar "Terszat" és a horvát Trsat. A név egyébként kelta eredetű, a "Tarsa" jelentése folyómenti domb volt. A 11. és 12. század fordulóján Trsat Horvátországgal együtt a Magyar Királyság része lett. II. András magyar király 1223-ban adományozta egész Vinodolt ("totam terram Wynodol") érdemiért Frangepán II. Vidnek, melyet 1251-ben fia IV. Béla is megerősített. Trsat neve ezután "Tarsatica" néven az 1288-ban kelt vinodoli törvénykönyvben tűnik fel először mint a Frangepánok birtoka az egyik vinodoli ispánság központjaként. Az ókori Tarsatica helyén ebben az időben fejlődött ki tornyaival, utcáival, tereivel a mai Fiume. A Trsat név alatt pedig ezután mindig a trsati vártól az egykori laktanyáig (ma egyetemi campus), illetve északi irányban a Recsina folyó völgyéig terjedő területet értették.

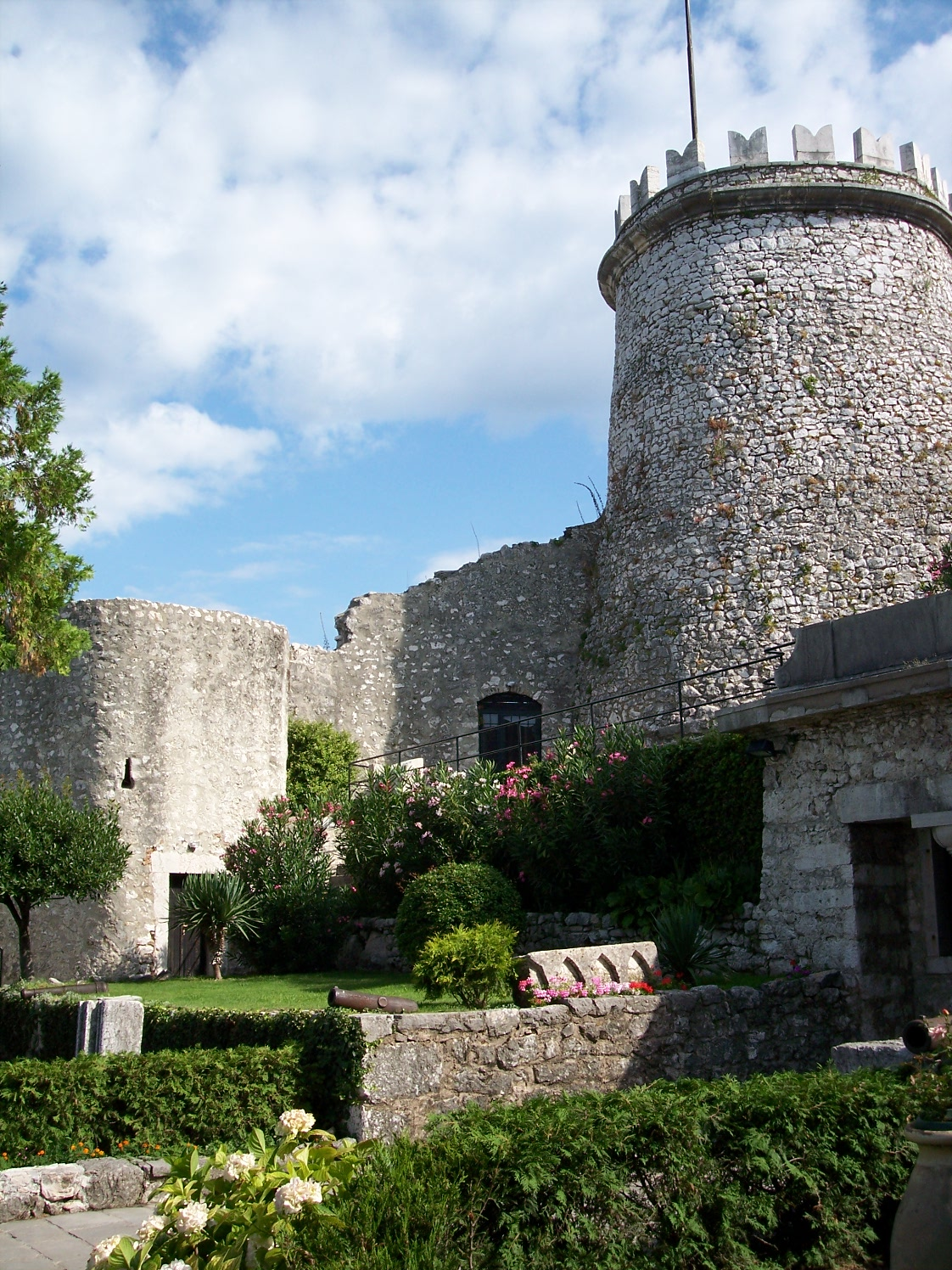
Trsat várának falai

Trsat várát a Frangepánok építették a 13. században. 1449-ig az egységes Frangepán birtok része volt, majd a birtokfelosztáskor Novival, Bribirrel, Kotorral és Bakarral együtt Frangepán Márton kapta meg és a család ún. trsati ágának székhelye lett. 1490-ben III. Frigyes német-római császár foglalta el, de fia Miksa visszaadta a Frangepánoknak. 1508-ban rövid időre a velenceiek foglalták el, akik ekkor Fiumét is lerombolták. Frangepán Bernát hamarosan visszafoglalta és haláláig 1529-ig meg is tartotta. Tőle Frangepán István örökölte meg. 1544-ben Zrínyi Miklós és Frangepán István egyezséget kötöttek arra vonatkozóan, hogy ha bármelyikük örökös nélkül halna meg a birtokait a másik örökli. Miután 1577-ben Frangepán István örökös nélkül halt meg birtokai a Zrínyieké lettek. A vár azonban mint stratégiai fontosságú erődítmény ténylegesen császári kézben volt a katonai határőrvidék részeként a zenggi kapitányoknak alárendelve. A török veszély elmúltával katonai fontosságát elveszítette és 1826-ban gróf Laval Nugent vásárolta meg, aki 1827-től kezdődően Pavonuzzi olasz építész tervei szerint kényelmes várkastéllyá építtette át. Az átépítés során a vár minden középkori jellegzetességét elveszítette. 1843-ban a várban megnyílt a Nugent múzeum az akkori Horvátország első múzeuma.

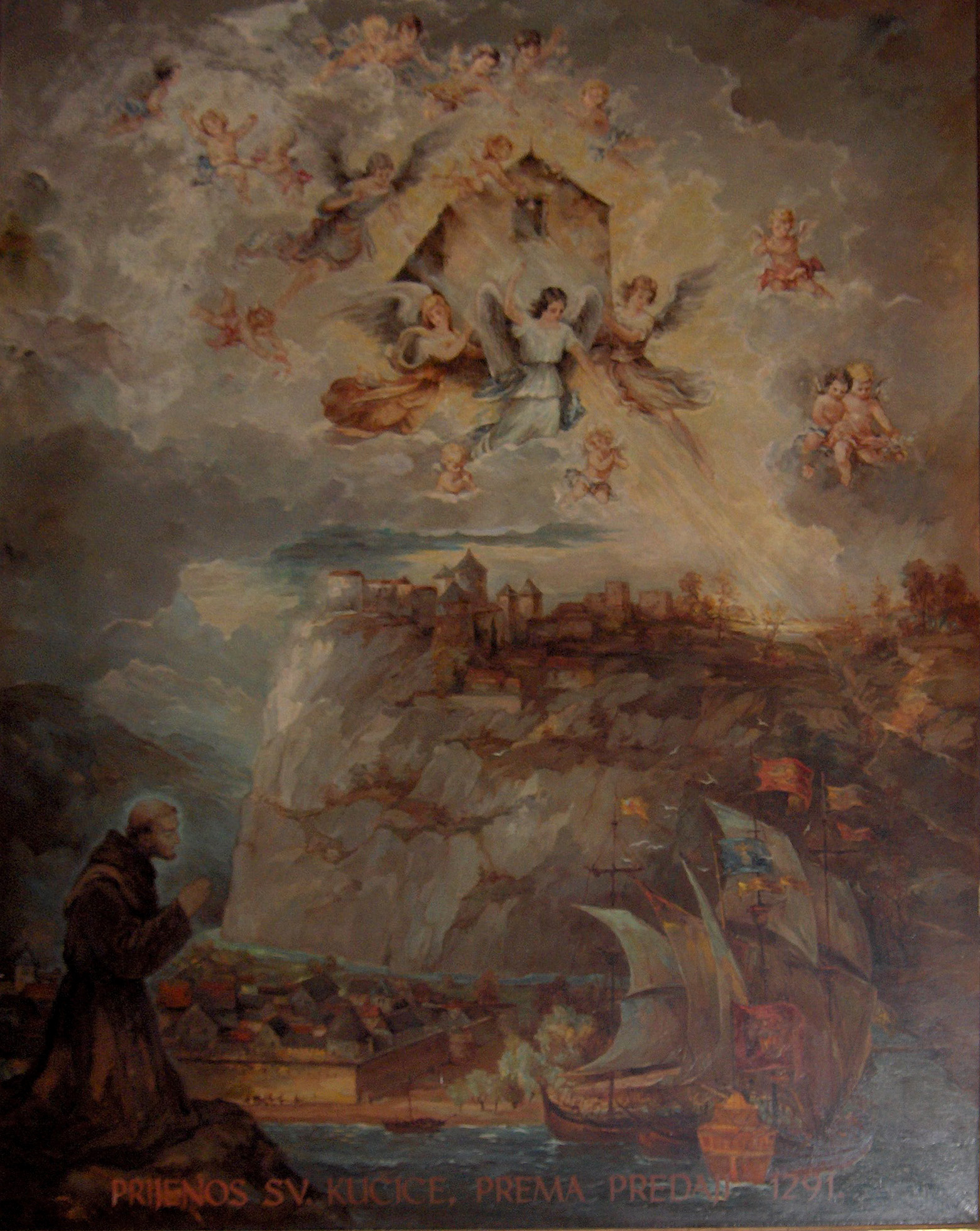
A trsati legenda: Angyalok hozzák a Szűzanya názáreti házát

A vár alatti település középkori hírnevét Szűz Mária názáreti házának legendája alapozta meg. Eszerint amikor 1291-ben az utolsó szentföldi keresztény kézen levő vár Akkó is elesett Szűz Mária názáreti házát az angyalok a település határába vitték. Mivel azonban a helyieket ez a kegy elbizakodottá tette, amiért az angyalok a házat 1294-ben továbbvitték a mai itáliai Loretóba. A szomorú trsatiaknak 1362-ben V. Orbán pápa egy állítólag Szent Lukács evangélista által festett Szűz Mária kegyképet adományozott. A ház egykori helyén I. Lajos magyar király adományából csakhamar felépült a Trsati Szűzanya tiszteletére szentelt kegytemplom oltárán a pápa által adományozott kegyképpel.
1431-ben a Frangepánok felépíttették a ferences kolostort és a templomot ettől kezdve a ferencesek gondozták. 1460-ban kiadták a glagolita betűkkel írt terszati statutumot. 1531-ben Kruzsics Péter klisszai várkapitány felépíttette a híres trsati lépcső alsó részét. 1629. március 5-én leégett a kolostor épülete, helyette 1631 és 1691 között felépült az új kolostor. 1640. április 26-án kiadták az egészen a 18. századig érvényben volt új statutumot. 1648-ban Franjo Glavinić Udinében kiadta a Trsat történetéről szóló „Historia Tersattana” című művét. 1725-ben Aichelburg kapitány felépíttette a trsati lépcső felső részét. 1750. november 29-én nagy földrengés rázta meg a települést. 1763-ban megalapították az első magániskolát. 1815-ben megnyílt a település első, még német nyelvű alapiskolája. 1824-ben felépült a kegytemplom harangtornya és mai homlokzata. 1846-ban megkezdődött a horvát nyelvű oktatás. 1874-ben Bakar járás megszűnésével létrejött a terszati járás, amelyhez Sušak és Vežica is hozzá tartozott, de 1876-ban a járási székhelyet Sušakba helyezték át. 1877-ben megalakult a nemzeti olvasókör. 1898-ban felépült a horvát olvasókör háza. 1904-ben emeletet húztak a ferences kolostorra és benne helyezték el a könyvtárat. A településnek 1857-ben 521, 1910-ben 260 lakosa volt. Az első világháború után az Olasz Királyság szerezte meg ezt a területet, majd az olaszok háborúból kilépése után 1943-ban német megszállás alá került. 1945 után a területet Jugoszláviához csatolták. 1948-ban Sušakkal együtt Fiume városrésze lett. 1991-ben Jugoszlávia széthullása után a független Horvátország része lett. Trsat életében jelentős esemény volt II. János Pál pápa 2003. június 8-i látogatása. 2005. október 8-án megtartott ferences találkozón ezerötszáz ferences szerzetes gyűlt itt össze a korábbi jugoszláv köztársaságok területéről. 2008. június 6-án Josip Bozanić zágrábi érsek felszentelte a II. János Pál pápa nevét viselő pasztorális központot.

## Nevezetességei
- Trsat vára a település északnyugati részén a Recsina kanyarulata feletti 138 méter magas dombon áll. A vár két fő részből áll, a bejáratnál levő elülső részből és az északi oldalon emelkedő hátsó részből. Mai formája az 1827-től megindult rekonstrukció során alakult ki, mely során a középkori várat a felismerhetetlenségig átépítették. A vár délnyugati sarkában áll a vár legrégibb részének tartott Frangepán-torony, mely a hagyomány szerint római őrtorony alapjain épült ezért római toronynak is nevezik. A középkorban lakótoronyként szolgált. Ez ma is a vár legerősebb és legmagasabb tornya, melynek azonban csak az alsó része eredeti, a felső rész a 19. századi átépítés során épült. Ekkor építették a vár keleti udvarán a világ hőseinek az ókori építményeket utánzó mauzóleumot is. 1964-ben az épületegyüttes egy részét étteremmé építették át. Ma szabadtéri színpad is működik benne.
- A Trsati Szűzanya tiszteletére szentelt templom építését Frangepán IV. Miklós határozta el és építését V. Miklós pápa engedélyével fia Frangepán Márton kezdte meg. A templom, mely a legenda szerint a Szűzanya názáreti háza helyén épült ma az egyik legismertebb zarándokhely Horvátországban. Itt temették el a Frangepán család több tagját és a trsati lépcső építtetőjét Kruzsics Pétert is. A templom helyén korábban egy Frangepán I. Miklós által építtetett kápolna állt, mely a mai templom szentélyétől a hajó közepéig ért. A bal oldali hajó és a homlokzat később épült. Mai formáját 1824-ben nyerte el amikor hat méterrel meghosszabbították és harangtornyot építettek mellé. A templom a többszöri építkezések eredményeként gótikus, reneszánsz, barokk és biedermaier jegyeket tartalmaz. Oltárait, melyek Szent Mihályt, Szent Katalint, Szent Miklóst ábrázolják a 17. és 18. század neves művészei Pietro Telesphoro, Serafin Schön, Christophoro Tasce és mások festették. A szentélyt lezáró kovácsoltvas rács Petar Brajković zenggi püspök, a monumentális márvány főoltár Ivan Uzolin zágrábi bíró adományából készült.[4]
- A templom melletti kolostort a 15. században Frangepán Márton építtette, majd ferences szerzeteseket hívott ide. 1629-ben a kolostor leégett és helyette 1631 és 1691 között újat építettek. Ekkor épült a kolostor két új épületszárnya is. A 19. század elején a felújítás során az egész épületegyüttesre emeletet húztak. Az építési munkákat Mihovil Kumar vezette, ő építtette a fogadalmi ajándékok elhelyezésére a kápolnát is. A kápolnában számos ajándéktárgyat őriznek, melyek nagy része a tengeri viharoktól megmenekült tengerészek hajóit ábrázolja, de kitűnik közülük a Szluini Boldogasszony gótikus szobra. Ezen kívül még számos fogadalmi ajándéktárgy látható a 19. századtól napjainkig. A kolostornak gazdag könyvtára és kincstára is van, ahol a 14. századtól napjainkig gyűjtött liturgikus tárgyakat, adományokat őriznek. Legbecsesebb kincse a trsati Szűzanya csodatevő képe V. Orbán pápa adománya 1362-ből. A hagyomány szerint a képet Szent Lukács evangélista festette. A képet 1715. szeptember 8-án a horvát szábor védnöksége alatt tartott szertartáson színarany koronával koronázták meg. Itt találhatók még a Frangepán Borbála által 1485-ben ajándékozott nagy ereklyetartó, az V. Károly császár által 1536-ban fogadalomból adományozott kétfejű arany sassal díszített ékszerek, értékes a reneszánsz ezüstből készült 35 cm magas Szűzanya szobor Erdődy Tamás horvát bán fogadalmi ajándéka 1597-ből hálából fia meggyógyulásáért, a Lipót császár által adományozott gyertyatartók és egy Mária Terézia által ajándékozott miseruha. A kolostor nyári ebédlőjét Tasce és Schön mennyezetfreskói díszítik. A szerzetesek celláihoz vezető folyosón kortárs horvát művészek munkái, valamint Valentin Metzger lotaringiai származású laibachi festőművész olajképei láthatók. Sajnálatos módon sok művészi alkotás megsemmisült az 1629-es nagy tűzvészben, melyben a kolostor nagy része leégett. A kolostor épületegyüttesében a 17. században fiatal ferencesek számára teológiai iskolát alapítottak, de itt kezdte meg működését az első trsati népiskola és Fiume első kórháza is. A kolostor könyvtárában több mint húszezer kötetet őriznek, köztük az első horvát glagolita betűkkel nyomtatott könyvet Bernardin Splićanin „Lectionar” című alkotását, Marko Marulić 1532-ben megjelent „Evangelistariumát”, valamint Zrínyi Katalin imádságos könyvét.[4]
- A templom előtt állították fel Antun Jukić szobrászművész „II. János Pál pápa a trsati zarándok”’ című alkotását, melyet a pápa 2003. július 8-án tett harmadik horvátországi látogatása emlékére emeltek mely során a pápa a trsati szentélyt is felkereste. Az alkotást 2005. május 10-én avatta fel Josip Bozanić zágrábi érsek a horvát katolikus püspöki konferencia elnöke. Ez volt a pápa halála után a tiszteletére emelt első szobor.[4]
- A trstai szentélyhez kapcsolódó II. János Pál pápa pasztorális központot 2008. július 5-én avatták fel egy korábbi gazdasági épület helyén a pápalátogatás ötödik évfordulója alkalmából. Az épület alapkövét még maga a pápa áldotta meg és 2006 október végére el is készült. Az épület fő része a háromszáz férőhelyes aula. Mellette még négy kisebb terem található, a ferencesek munkavégzése, fiataljaik összejövetele, az énekkar és az oktatás céljaira kialakítva.[4]
- Fiume városából a trsati szentélyhez vezető legrövidebb út a trsati lépcső, melyet építőjéről Petar Kružić-lépcsőnek is neveznek. A lépcsősort 1531-ben kezdte építtetni Kruzsics Péter klisszai várkapitány a szentélyhez vezető ösvény legmeredekebb részén. Ekkor még csak 128 lépcsőfokból állt. A többi rész később, 1725-ben épült. Építtetője Aichelburg stájer herceg, krajnai, karintiai és brinji kapitány volt. A teljes lépcsősor ma Sušaktól a szentélyig 561 lépcsőfokból áll. A lépcsősor kezdeténél barokk csarnok áll bejárata felett a Jézust karjában tartó Szűzanya 1745-ben készült domborművével.

## Galéria
- Trsat látképe a város felől
- Kilátás a várból
- A Trsati Szűznanya kegytemploma
- A kegytemplom belseje
- A trsati triptichon
- Frangepán VI. Miklós sírlapja a templomban (1523)
- II. János Pál a trsati zarándok
- A kolostor udvara
- A kerengó részlete
- A kolostor kápolnája a fogadalmi tárgyakkal
- A trsati lépcsősor
- Körmenet a csodatevő ikonnal